# Mamihlapinatapai

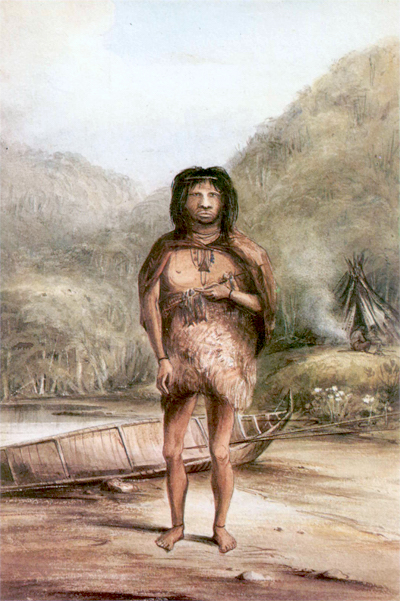
Rappresentazione di un Fuegino appartenente alla tribù Yámana, risalente al viaggio a bordo del Beagle di Charles Darwin.

Mamihlapinatapai (a volte scritta mamihlapinatapei) è una parola del lessico yamana, la lingua degli Yamana, una popolazione autoctona della Terra del Fuoco ormai estinta. Il vocabolo è noto per essere una delle parole più concise e di difficile traduzione al mondo, come viene presentata nel libro del Guinness dei primati.
Il termine descrive l'atto di «guardarsi reciprocamente negli occhi sperando che l'altra persona faccia qualcosa che entrambi desiderano ardentemente, ma che nessuno dei due vuole fare per primo».

## Influsso culturale
Lo scrittore Henry Hitchings adopera il termine, nella sua biografia di Samuel Johnson (1709-1784), per descrivere le difficoltà di sintesi e definizione incontrate dal letterato britannico durante la compilazione delle voci del suo autorevole dizionario della lingua inglese (A Dictionary of the English Language, 1755). La stessa parola è citata nel libro sulla teoria dei giochi di Len Fisher (Rock, Paper, Scissors: Game Theory in Everyday Life) come descrizione del "dilemma del volontario".
Il cantautore statunitense Ronny Cox ha scritto una canzone con questo titolo che è stata pubblicata nell'album Ronny Cox - Live e un omonimo brano è stato composto dal jazzista italo argentino Javier Girotto per il suo cd con Fabrizio Bosso Sol (2008). Anche il cantautore italiano Galeffi ha scritto una canzone avente per titolo "Mamihlapinatapai" (2018).